# Paul Matschie
Paul Matschie (Brandeburgo, 11 de agosto de 1861 – Berlín, 8 de marzo de 1926) fue un zoólogo alemán.
Comenzó los estudios de matemáticas y ciencias, los cuales interrumpió para trabajar la sección zoológica del museo de historia natural de la Universidad Humboldt de Berlín entre 1883 y 1885, donde volvió a partir de 1887 hasta su muerte. Fue nombrado profesor en 1902
Se dedicó inicialmente a la ornitología, pero después se consagró enteramente a los mamíferos africanos, describiendo numerosos géneros y especies nuevos, en particular varias subespecies de gorilas.

## Abreviatura
La abreviatura Matschie se emplea para indicar a Paul Matschie como autoridad en la descripción y clasificación científica en zoología.

## Publicaciones
- Die Saugethiere Deutsch-Ost-Afrikas - Berlín - Geographische Verlagshandlung Dietrich Reimer - 1895
- Mammalia, Aves, Reptilia, Amphibia, Pisces - Jena - Fischer - 1909